# 藤木町 (川越市)
藤木町（ふじきちょう）は、埼玉県川越市の町名。丁番の設定されていない単独町名である。郵便番号は350-0018。

## 地理
川越市の東南部、九十川の東側に位置し、北で並木西町、東から南で木野目、北西で南田島と接する。国道254号バイパスの南側にあたり、埼玉県道336号今福木野目線が東西に貫く。概ね平坦であり主に住宅地として利用されるが、農地も多く見られ、畑作が行われている。

## 歴史
1889年（明治22年）4月1日の町村制施行に伴い、入間郡並木村連合戸長役場区域にあった木野目村は同区域の牛子村・今泉村・久下戸村・並木村・南田島村及び古市場村連合戸長役場区域の古市場村・澁井村と合併した際に新設された南古谷村の所属となり、この際に木野目村藤木は新設された南古谷村の大字木野目に属する小字となった。
1955年（昭和30年）4月1日、南古谷村は高階村・名細村・霞ヶ関村・山田村・古谷村・大東村・福原村と共に川越市に編入され、藤木は川越市大字木野目の小字となった。町域北側を走る国道254号バイパスが1977年（昭和52年）に着工された富士見川越有料道路の無料部分として、1981年（昭和56年）に供用開始された。1996年（平成8年）2月27日に川越市藤木土地区画整理組合の設立が埼玉県知事から認可され、総予算18億3千万円を使用して土地区画整理事業が行われた。事業の完了後、大字木野目字藤木は2004年（平成16年）2月21日に大字南田島字堤外・大字並木字西田のそれぞれ一部と併せ藤木町となった。

### 町域の変遷
| 実施後 | 実施年月日      | 実施前（各字名ともその一部） |
| ------ | --------------- | ---------------------------- |
| 藤木町 | 平成16年2月21日 | 大字木野目字藤木             |
| 藤木町 | 平成16年2月21日 | 大字南田島字堤外             |
| 藤木町 | 平成16年2月21日 | 大字並木字西田               |

## 世帯数と人口
2017年（平成29年）10月1日現在の世帯数と人口は以下の通りである。
| 町丁   | 世帯数  | 人口  |
| ------ | ------- | ----- |
| 藤木町 | 324世帯 | 816人 |

## 小・中学校の学区
市立小・中学校に通う場合、学区は以下の通りとなる。
| 番地 | 小学校             | 中学校               |
| ---- | ------------------ | -------------------- |
| 全域 | 川越市立牛子小学校 | 川越市立南古谷中学校 |

## 交通

### 鉄道
町域内に鉄道は引かれていない。大字並木に設置されたJR東日本川越線南古谷駅及び大字砂に設置された東武東上線新河岸駅が利用される。

### バス
川越市コミュニティバス「川越シャトル」41系統 - 藤木バス停が置かれている。このシャトルバスは東武バスウエスト川越営業事務所に運行委託されている。なお、過去には西武バス川越営業所にも運行委託されていた。

### 道路
- 国道254号バイパス（富士見川越道路）- 国道463号から分岐し、北上して川越市街に至っている。
- 埼玉県道336号今福木野目線 - 町域内を東西に横断する。

## 施設
- 藤木町第一公園
- 藤木町第二公園
- 藤木町第三公園
- 薬師堂